# Home (álbum de Procol Harum)
Home es el cuarto álbum de estudio del grupo de rock progresivo británico Procol Harum, publicado en 1970 por las discográficas Regal Zonophone Records, A&M y Polydor. El disco marcó la salida de los músicos Matthew Fisher y David Knights. El tecladista y bajista Chris Copping se unió a la banda reemplazando a dichos músicos. Cuando el álbum fue publicado en junio de 1970, se ubicó en la posición No. 34 en las listas de éxitos de los Estados Unidos y en la No. 49 en el Reino Unido, escalando en el top 10 de las listas danesas. El álbum fue precedido por el sencillo "Whiskey Train", canción escrita por el guitarrista Robin Trower y el compositor Keith Reid.

## Lista de canciones
Todas las canciones fueron escritas por Gary Brooker y Keith Reid, excepto donde se indique lo contrario.

### Lado A
- "Whisky Train" (Robin Trower, Reid) - 4:31
- "The Dead Man's Dream" - 4:46
- "Still There'll Be More" - 4:53
- "Nothing That I Didn't Know" - 3:38
- "About to Die" (Trower, Reid) - 3:35

### Lado B
- "Barnyard Story" - 2:46
- "Piggy Pig Pig" - 4:47
- "Whaling Stories" - 7:06
- "Your Own Choice" - 3:13

## Créditos
- Gary Brooker – voz, piano
- Robin Trower – guitarra, teclados
- Chris Copping – órgano, bajo
- B.J. Wilson – batería
- Keith Reid – letras